# Evgenii Nepomniaştşii
Jevgenïy Andrejevïç Nepomnyaşşïy (Russisch: Евгений Андреевич Непомнящий) (Petropavl, 12 maart 1987) is een Kazachs wielrenner die anno 2018 rijdt voor Vino-Astana Motors.

## Carrière
In 2009 werd Nepomnyaşşïy zevende op het wereldkampioenschap op de weg voor beloften, 54 seconden achter winnaar Romain Sicard. Een jaar later werd hij prof bij Astana. Zijn debuut als prof maakte Nepomnyaşşïy in de Ronde van Picardië, waar hij op plek 53 in het algemeen klassement eindigde. In zijn tweede seizoen bij de ploeg werd hij onder meer vijfde in het nationale kampioenschap tijdrijden. Zijn laatste wedstrijd voor de hoofdmacht van Astana was de Ronde van Hainan, waar hij in de vierde etappe niet meer startte. 
Na drie seizoenen deed Nepomnyaşşïy een stap terug naar de opleidingsploeg van Astana, Continental Team Astana. Namens deze ploeg boekte hij zijn enige profoverwinning door de zevende etappe van de Ronde van het Qinghaimeer op zijn naam te schrijven. In het algemeen klassement eindigde hij op 42 seconden van Mirsamad Poorseyedigolakhour als tweede. Aan het eind van het seizoen besloot Nepomnyaşşïy zijn wielercarrière te beëindigen.
In 2017 maakte Nepomnyaşşïy zijn rentree als wielrenner toen hij in april een contract tekende bij Vino-Astana Motors.

## Overwinningen
2013
7e etappe Ronde van het Qinghaimeer
2018
2e etappe Sri Lanka T-Cup

## Resultaten in voornaamste wedstrijden
| Jaar | Ronde van Lombardije |  | WK op de weg |
| ---- | -------------------- |  | ------------ |
| 2011 | opgave               |  | 162e         |

### Resultaten in kleinere rondes
| Jaar | Tour Down Under | Ronde van Catalonië | Ronde van Zwitserland | Eneco Tour |
| ---- | --------------- | ------------------- | --------------------- | ---------- |
| 2010 |                 |                     | 105e                  |            |
| 2011 | 76e             | 129e                |                       | 60e        |

## Ploegen
- 2010 –  Astana
- 2011 –  Pro Team Astana
- 2012 –  Astana Pro Team
- 2013 –  Continental Team Astana
- 2017 –  Vino-Astana Motors (vanaf 4-4)
- 2018 –  Vino-Astana Motors